# The Wicked + The Divine
The Wicked + The Divine é uma série de histórias em quadrinhos fantástica escrita por Kieron Gillen, ilustrada por Jamie McKelvie e publicada mensalmente pela Image Comics. A série foi amplamente influenciada pela música pop e por várias divindades de diversas mitologias. A inspiração de Gillen para a série veio após seu pai ser diagnosticado com um câncer em estado terminal, mostrando o porquê da série ter a presença de temas relacionados a vida e a morte.
A narrativa segue a história de Laura, uma adolescente que tem ligações com as atividades do Panteão, que é um grupo de doze pessoas que descobrem ser a reencarnação de deuses. Essa descoberta garante para eles fama e poderes sobrenaturais, com a condição de que eles morrerão em dois anos. Esses eventos, conhecidos como Recorrência, ocorrem a cada 90 anos.
The Wicked + The Divine foi recebido com críticas positivas, sendo o vencedor do prêmio de Melhor História em Quadrinhos Inglesa de 2014.

## Criação e histórico da publicação
A origem da inspiração de Gillen veio da descoberta da doença terminal de seu pai. Por essa razão, ele considera a história como um conto "sobre vida e morte." Outra inspiração para o autor é a música Pop e vários ídolos pop; o Panteão é completamente baseado em grandes astros e Gillen criou até mesmo uma playlist para acompanhar o desenrolar da narrativa.
A série foi anunciada em 9 de Janeiro de 2014 e a primeira publicação foi lançada em Junho do mesmo ano. A série regular foi finalizada em 2019, no número #45. Ainda houve 6 publicações especiais.
Os direitos televisivos do roteiro foram comprados pela Universal TV.

## Resumo da história
A narrativa foca em um grupo de super-humanos poderosos conhecidos como "Panteão". Cada membro do grupo nasce como uma pessoa comum até ter sua origem divina revelada. Após essa revelação as divindades tem um tempo limite de vida de 2 anos. Isso ocorre a cada 90 anos, onde uma nova seleção de 12 deuses é reencarnada. Esse ciclo é conhecido como Recorrência.

### A Lei de Faust
O primeiro arco começa no ano de 2014 e se passa no Reino Unido. Ele apresenta Laura, a personagem principal e fã do Panteão. Depois de assistir uma performance de Amaterasu, deusa xintoísta do sol, ela é convidada pela membro  Lúcifer, rainha do inferno na mitologia judaico-cristã, para conhecer outros membros da super-equipe. Depois que Luci e Laura chegam, elas percebem que Amaterasu está sendo entrevistada por uma jornalista, chamada Cassandra, que acredita que o Panteão é uma enganação. Outra deusa é apresentada: Sakhmet, deusa leoa egípcia. Assassinos, armados com metralhadoras, tentam assassinar os membros do panteão, através das janelas, durante a entrevista, mas Lúcifer assassina os terroristas. A deusa então é presa e levada a julgamento. Durante a audiência, Luci brinca com o seu poder de destruir cabeças com um estalar de dedos, ao mostrar isso ao juiz acaba acontecendo um acidente, onde a cabeça do mesmo explode sem ser culpa da julgada.
Laura visita Luci na prisão para perguntar sobre quem é Ananke, que ela havia escutado em sussurro de Lúcifer para Amaterasu. Ela visita Cassandra e pede ajuda para investigar quem do Panteão foi o culpado do assassinato do juiz, que levou Luci para a prisão. Laura vai a um concerto, no metrô, da membro do Panteão, Morrígan, para tentar conversar com ela. Mas quando ela chega, encontra outro membro, Bafomet, segurando a cabeça decepada da deusa.
É revelado, então, que a cabeça é apenas uma ilusão e a real Morrígan aparece em uma forma diferente (chamada Badb) e os dois começam uma luta. Laura separa a briga mas os dois iniciam a discussão novamente, gritando e falando ao mesmo tempo, ocorre uma escuridão repentina que envolve tudo. Nesse momento, a polícia chega e atira em Bafomet com balas de borracha. Ele incendeia um policial e o mata. Morrígan revela sua terecira forma, Annie, que traz o policial de volta a vida. Laura é levada para a delegacia e posteriormente é solta pr seus pais. Um tempo depois, a personagem principal vai a casa de Cassandra e elas discutem novamente sobre quem pode ter cometido o crime a qual Luci foi culpada erroneamente. Durante a conversa, Baal aparece para as duas.
Lúcifer inicia uma fuga da prisão, destruindo tudo a sua volta e os outros deuses decidem tentar pará-la. Amaterasu tenta conversar com ela, no entanto Baal e Sacmis começa a atacar a deusa em fúria. Laura vai ao metrô para encontrar Morrígan, que decide ajudar e retira Lúcifer ilesa da batalha. Mas quando Lucy pensa estar em um lugar seguro, Ananke aparece e sacrifica a deusa explodindo sua cabeça. Laura recebe um último presente de sua amiga: uma caixa de cigarros com apenas uma unidade dentro. Após todo o ocorrido, Laura coloca o presente de sua amiga falecida na boca estala os dedos como Lúcifer fazia para acender seus cigarros. Magicamente, a garota observa lentamente o objeto acender.

### Fandemonio
Um mês após a morte de Luci, Laura estava deitada quando ela é visitada por Inanna, que revela que eles se conheceram antes da revelação dele, no Ragnarock (um evento para os fãs do Panteão, onde todos os deuses são festejados) do ano anterior. Ele conta a ela que os homens que atentaram contra Lúcifer no show de Amaterasu eram fãs do Panteão. Laura, então, decide voltar a aparecer em público, onde ela é extremamente reconhecida devido a sua amizade com a falecida deusa.
Durante um evento chamado Fantheon, Laura vai até Cassandra e elas discutem sobre o tiroteio e sobre o Pacto de Prometeu, que é uma conecida lenda que diz que quem conseguir assassinar um deus assumiria os poderes da divindade.  Depois, Laura participa de um painel com pessoas que conviveram com um dos 12 deuses. Durante o painel, Brunhilde, uma das fundadoras do grupo que segue o deus Woden (Odin), as valquírias, dá diversos detalhes pessoais do astro, contando diversas fofocas. Woden aparece e oferece a Brunhilde ma vaga de volta às Valquírias com a condição dela negar tudo que tinha afrimado. A desesperada Brunhilde aceita e nega tudo, mas Woden saido recinto, retirando a oferta, e de ixa a garota no chão. Brunhilde tenta assassinar Woden com a esperança de se tornar uma nova deusa. Minerva a ataca para proteger seu amigo, mas acaba exagerando na força e fica em estado de choque com o ocorrido. No fim do Fantheon, Laura  sai com Bafomet para uma noite de diversão no sumundo. Lá, Morrígan chama a garota para ir a uma festa dada pelo mais novo deus revelado por Ananke, Dionísio.
Laura chega na festa e conhece Dionísio. Durante o festejo, Laura dança com Sakhmet, e Woden fala com Cassandra. Laura sai do efeito das drogas por um momento para falar com Bafomet, perguntando se algo especial aconteceu com ele antes de ocorrer a revelação. Ela fala com Baal sobre Brunhilde, que permanece no hospital desde o incidente com Odin e descobre que Minerva está isolada desde o acontecido. Depois da festa, que durou dias, Laura fala para Dionísio que ele é o melhor dos doze, pois ele faz a todos mais felizes - mas ele responde que ele não consegue ser feliz sozinho. NO caminho para casa, Baal a para e pergunta se ela quer uma carona. Eles desaparecem e passam a noite juntos.
Em Valhalla, Ananke está confortando Minerva quando Bafomet aparece para falar sobre Laura. Minerva, cansada do sarcasmo do deus, grita sobre como todos eles estão caminhando para a morte. Bafomet fica transtornado e  Ananke o conforta e informa a ele que o Trato de Prometeu somente vale para um deus da morte (para ganhar mais tempo) - mas explica sobre os efeitos de se matar um outro deus. Cassandra aparece com câmeras e mostra a Bafamet que tudo foi filmado. Ananke é entrevistada pela repórter,iniciando com a história do Panteão - os deuses vinheram a Terra para lutar contra a escuridão no mundo. Depois de vencer a primeira vez, o panteão falhou por diversas vezes. Quando eles conseguiram vencer novamente, decidiram eleger Ananke para guiá-los e protegê-los. Ela então revela que Cassandra é a décima segunda deusa e a transforma em Urdr, que usa suas duas assistentes para coimpletar o trio das Norns, tornando-as Verdandi e Skuld.
Morrígan diz a Baphomet, que quer mais da vida dele. Laura está pensando sobre não ser a décima segunda deusa e o quanto isso a desapontou, quando Inanna a leva para o Ragnarock, um grande festival no Hyde Park.  Laura vai falar com Urdr, que já havia trabalhado com quem tinha tentado matar Luci, mas o fã David Blake conta que a deusa não estava vendo ninguém. As Norns começam seu espetáculo no Ragnarock. Bafomet apaarece e tenta matar um dos outros deuses para tentar aumentar sua vida, mas Morrígan aparece e o para. Ananke decide matar Bafomet, mas Morrígan promete cuidar dele e eles fogem. A multidão começa a se revoltar, então as Norns começam seu show. Depois do espetáculo Urdr se descepciona que a plateia apalaudiu sua performance que mostrava a morte como fim inevitável. Laura a conforta e diz que está feliz pela deusa. Baphomet decide que irá matar Inanna em sua performance.
Quando Laura volta para casa, Ananke está esperando por ela. Bafomet ataca Inanna em sua performance e eles lutam, no fim a construção explode  e Inanna morre. Ananke conta a Laura que a garota é a décima terceira membro do Panteão, Persefone. Ananke perde para ela cantar, mas antes que a garota consiga, a velha deusa estala seus dedos, matando Persefone.  Quando os pais de Laura descobrem isso, Ananke destroe a casa, matando-os.

## Personagens
- Laura - A narradora e protagonista da série. Uma adolescente de 17 anos, Laura é fã do Panteão. Depois de assistir um show de Amaterasu, ela conhece os membros do Panteão pela primeira vez e se torna amiga de Lúcifer.[6] Embora todos os Panteões anteriores tenham sio formados por 12 deuses, Laura é revelada como sendo a décima terceira membro, Perséfone..[7]

### O panteão
Inicialmente, era um grupo de 12 deuses que reencarnava na Terra a cada 90 anos. Sendo comandados e protegidos pela deusa Ananke, eles ganham apenas 2 anos de vida após serem revelados.
- Amaterasu - Anteriormente a inglesa do interior Hazel Greenaway, foi revelada por Ananke como sendo a deusa xintoísta do universo e da luz. Seu símbolo no grupo é o desenho de um sol, a personagem é baseada na cantora Florence Welch, vocalista da banda Florence + The Machine, e Stevie Nicks, do Fleetwood Mac.
- Baal - Baseado no deus semítico das tempestades, Baal-Hadad. Baal é bissexual e já teve um caso com Inanna, até ele o trair com Lúcifer, seu estilo é baseado em astros do R&B, como Bo Diddley e Kanye West. Seu símbolo no panteão é um bode.
- Baphomet - Bafomet já conhecia a deusa Morrígan antes da revelação de sua divindade, tendo com ela uma relação conturbada de amor. A inspiração para o personagem vem de Morrisey Andrew Eldritch e Nick Cave, seu símbolo é o bode com duas espadas, por ser o ídolo pagão que aparece a Moisés na bíblia. è um deus da morte que não se conforma com o pouco tempo de vida e procura arranjar formas de conseguir mais tempo.
- Inanna - Apesar de Inanna ser a deusa suméria do amor, do erotismo, da paixão, é representada na série por um rapaz bissexual que tem a estrela de oito pontas como símbolo. Baseado no artista andrógino Prince, Inanna é extravagante em suas roupas, mas tem uma das melhores personalidades do Panteão.
- Lucifer - [7]Antes de ser transformada seu nome era Eleanor Rigby (homenagem a música homônima dos Beatles). Luci é a representação do diabo da mitologia judaico-cristã, seu símbolo é o pentagrama e é inspirada em Madonna e David Bowie. Cria uma grande amizade com Laura até ser morta por Ananke, sendo a primeira deusa dessa versão do panteão a encontrar o fim.
- Minerva -  A membro mais nova do Panteão, tem 12 anos e representa a deusa romana da inteligência e astúcia. Tem uma coruja robô que sempre a segue e esse animal é seu símbolo. É baseada nos Beatles, My Chemical Romance entre outros.
- The Morrígan - Aparece em 3 formas: Macha, Badb e Annie. Tem como símbolo uma caveira com máscara de corvo, ela pode curar pessoas e controlar corvos, é um espírito irlandês que representa a batalha, luta e soberania. É apaixonada por Bafomet e é inspirada em Patti Smith, Siouxsie Sioux, Sinéad O'Connor e Kate Bush.
- Sakhmet - A deusa leoa egípcia era uma furiosa guerreira do exército do deus sol Rá. Baseada em Rihanna, ela se comporta como um gato a maior parte do tempo. Seu símbolo é uma leoa.
- Wōden - Representando o rei da mitologia Nórdica, Odin, Woden sempre está acompanhado de seu séquito de Valquírias. Ele consegue dar poderes a elas e seu estilo é baseado no Daft Punk.
- Tara - Não se sabe de qual mitologia Tara vem, mas a budista é a principal opção. Tara é odiada pela maior parte dos fãs do Panteão e os próprios membros não confiam muito nela. Ela é representada elas máscara do teatro e foi baseada em Nicki Minaj e Lady Gaga.
- Dionysus - Um dos últimos deuses a ser revelado, Dionísio é um DJ underground, não se preocupa com a fama e faz festas que duram dias usando de seus poderes para criar uma atmosfera psicodélica. Laura acha que ele é o melhor do panteão e seu símbolo é um cacho de uvas.
- Urdr - Antes da transformação era Cassandra, uma repórter transsexual que era cética quanto ao panteão.  Como Urdr, ela foi revelada a décima segunda deusa e sempre trás consigo suas duas ajudantes, é representada pela árvore nórdica Yggdrasil, baseada em Floor Jansenl.[7]
- Perserfone - A primeira deusa número 13, é a personagem principal da história Laura que sempre sonhou ser uma deusa. Representa a rainha graga do mundo dos mortos e foi rapidamente morta por Ananke, baseada em Bat for Lashes, FKA Twigs, MIA e Sky Ferreira.

Ananke aparece sempre próxima ao grupo mas não faz parte do Panteão. Diferente dos demais ela é a única adulta do grupo. Ela tem a função de revelar os deuses da Recorrência e guiá-los pelos dois anos de vida que eles tem. Tem alguma semelhança com Lady Gaga.

## Recepção
The Wicked + the Divine tem recebido críticas geralmente positivas. O site Comic Book Roundup deu uma nota de 8,5 de 10.

### Prêmios
The Wicked + the Divine foi o vencedor do Melhor História em Quadrinhos Britânica de 2014. A série foi nomeada para o 2015 Eisner Awards em três categorias: Melhor Nova Série, Melhor Artista e Melhor Colorista.

## Edição Brasileira
No final de 2016, durante o evento CCXP, a Geektopia (um novo selo da Editora Novo Século para títulos nerd/geek) publicou o primeiro volume da história numa edição de luxo em capa dura e tamanho diferenciado. O primeiro volume da série também foi disponibilizado na plataforma de streaming Social Comics.